# Sari (stad)
Sari is de hoofdstad van de provincie Māzandarān in het noorden van Iran en had in 2011 bijna 300.000 inwoners. De stad ligt ten westen van de Tajan-rivier, in het noorden van de Elboers.

## Sari als hoofdstad van Iran
Op 21 maart 1782 benoemde Mohammad Khan Qajar Sari tot zijn imperiale hoofdstad. Tijdens die jaren was Sari dé plaats waar lokale strijden werden gehouden. Later werd Teheran de hoofdstad. Dit gebeurde onder leiding van Fath Ali Sjah.

## Mens en cultuur
Bewoners van Sari zijn gekend als Saravi en Sariyan. De populatie is een mix van Perzen, Mazandarani's, Turken, Koerden, Afghanen, Turkmenen en Balochis. Ook wonen er vele buitenlanders waaronder Japanners, Arabieren, Duitsers en Russen. Sari staat, net als de andere noordelijke regio's, bekend om zijn gastvrijheid. De meeste mensen spreken Mazandarani, het Saravi-dialect en Perzisch.